# Russell Alan Hulse
Russell Alan Hulse (Nova York, EUA 1950) és un astrofísic i professor universitari estatunidenc guardonat amb el Premi Nobel de Física l'any 1993 pels seus treballs sobre els púlsars.

## Biografia
Va néixer el 28 de novembre de 1950 a la ciutat nord-americana de Nova York. Va estudiar física a la Universitat de Massachusetts a Amherst, on es doctorà l'any 1975 sota la supervisió de Joseph Hooton Taylor.
Posteriorment Hulse treballà al Radiobservatori Nacional de Green Bank, situat a l'estat nord-americà de Virgínia de l'Oest, així com al Laboratori de Plasma de la Universitat de Princeton, i el 2003 fou nomenat professor visitant de la Universitat de Dallas.

## Recerca científica
A la Universitat de Massachusetts va treballar al costat de Taylor en l'observació de púlsars usant els paràmetres de l'Observatori d'Arecibo de Puerto Rico. El 1974 van descobrir el primer púlsar binari PSR B1913+16, compost d'un púlsar i una estrella negra d'acompanyament. La rotació de l'estrella de neutrons emet impulsos que són extremadament regulars i estables de radiació electromagnètica per la qual cosa està prop de la gravitació material condensada del cos, i que no és detectable al camp visible.
Hulse, Taylor i altres col·legues han utilitzat aquest primer púlsar binari per a fer les proves d'alta precisió de relativitat general, demostrant l'existència de la radiació gravitacional. Una aproximació d'aquesta energia radiant fou descrita l'any 1918 per la fórmula de la radiació quadropolar d'Albert Einstein.
El 1979, els investigadors van anunciar mesuraments dels efectes l'acceleració dels moviments orbitals d'un púlsar. Aquesta fou la prova inicial que el sistema d'aquestes dues masses mòbils emeten ones gravitatòries.
El 1993 fou guardonat, juntament amb Joseph Hooton Taylor, amb el Premi Nobel de Física pel descobriment d'un nou tipus de púlsar i les noves possibilitats d'estudi al voltant de la gravitació.